# 真剣道
真剣道（しんけんどう、真の剣の道）は、小幡利城が、剣術の要素、居合・抜刀の要素、試し斬りの要素を一つにした剣の総合武道である。かつて、流祖が現われ、剣術、居合・抜刀など、流祖の得意とする技より流派が生まれた。その後、技の要素は枝分かれしたが、それらの要素を大道に戻すよう研究を重ねて創設した日本武道である。
真剣道の実技は、五輪（素振り、抜刀法、鍛錬型、太刀打、試し斬り）で構成されている。五輪をすべて学ぶことで、色々な角度から、技の論理をより深く理解できると唱えている。五輪の源には、基本四根（足捌、体捌、剣捌、刀法十進法）が根本にある。基本の技より、多くの変化応用が出来る。
真剣道一刀剣が上達すれば、真剣道二刀剣に進む。二刀剣は、左右共に長刀を使用する。
真剣道の精神哲学は、小幡利城の武道経験、人生経験から得た独自の哲学に加えて、日本古精神、武士道精神が含まれている。

## 真剣道精神 日本古精神
武道武術を学ぶ人は、精神、心のあり方を学ばなくてはならないと、古来より言われている。武道の技は、使い方次第で、益にも害にもなるので乱用してはならない。個人戦の勝敗に囚われすぎると、視野が狭くなり自己を見失う危険があるので、武道を大きな観念から捉えるように、真剣道の教義で説いている。
真剣道の精神哲学には、九曜十二訓、八道、五育、名刀の要素、武士道精神、日本古精神がある。九曜十二訓は、武道で大切な十二の教えであり自力を強くする。八道は、自・他・自然の関係を初めとして、社会生活に必要な八つの教えである。五育は安全育、心育、食育、知育、体育である。名刀の要素は、人間形成の要素でもある。これら真剣道の精神哲学は、小幡利城が武道経験、人生経験を通して実感した事が根底にある。武道の大切な教えは、時代が変わっても、生きる上で大切な教えだと説いている。毎日の生活の中で実践することで、自己の向上、人生の開拓を目指す。
真剣道では、自分の人生を 悔いの無い様に精一杯生き、自分の人生を良くする「人生真剣道」をモットーに掲げている。

## 真剣道創設
真剣道は、小幡利城によって、1974年に発案、1980年より工夫、研究を重ねて考案された。1990年より正式に発足した。国際真剣道連盟は、1994年に、真剣道を世界に広めるために起きた団体である。また、2008年にはobata foundation小幡ファウンデーション(NPO）が、真剣道を支える団体として創設された。

## 真剣道システム
真剣道は宗家システムをとっている。初代宗家は(小幡利城）、二代宗家(小幡幸城)である。
真剣道は、級段制度を使用せず、独自の免状システムがある。一般会員免許、指導者の免許の二本立てのランクシステムをとっている。
現在、米国ロサンゼルスに本部がある。剣の総合芸術として、米国、ヨーロッパなど外国に多くの支持者を持つ。

## 真剣道 実技の部
眞劍道の技は、体捌き、足捌き、剣捌き等の単独の動きと相対の動きを通して、前後、左右、斜めのあらゆる動きを分析し構成している。これにより、相手の動きに自在に対応でき、基本技から変化応用が可能となる。各自が攻防を研究できる余地があるのが一つの特徴でもある。
刀法十進法（10の基本ルール）、体捌き、足捌き、剣捌きの基本の上に五輪の技を学ぶ。五輪を総合的に学ぶ事により、剣を安全に自在に扱えるようにする。
五輪五法五行−互いの技は互いに関連している
真剣道は、剣術、立ち居合の要素、試斬が一体となって完成した剣の総合武道である。

## 素振り suburi
剣の基本は素振りにある。素振りは、木刀、素振り刀、居合刀、真剣等で行なうが、バランスが良い自分の体にあった重量のものを選ぶことが大切である。基本的には木刀で刀法十進法（基本のルール）を身につけ、体の動き（足捌き、体捌き、重心の移動）、剣捌き、気合を一体にするよう稽古する。
真剣道の素振りの基本は、44の剣捌よりなる。

## 抜刀法 battoho
五法抜刀法(五つの抜刀の型）を基本として、正確で安全な刀の抜き納めを学ぶ。五つの基本から120以上の応用の型を学ぶ事により、自然な動きで、前後、左右、どの方向にも自在に抜刀、納刀できるようになる。抜刀法は、木刀で型を稽古し、足捌き、体捌きが無理なくできる様になって、居合刀から真剣で稽古をするのが安全である。
現代居合道は、正座の姿勢から抜刀、納刀をする型が多いが、真剣道の抜刀法は、立ち姿勢から抜刀、納刀をする。また、抜刀してから自然刀法である袈裟斬りに刀を振るなどが特徴である。

## 鍛練型 tanrengata
単独の型である。剛の動き、柔の動き、流の動きを含めた10の型がある。剛の動きの型は、ゆっくり自分の動きを確認しながら練習する。柔の動き、流の動きの型で、自然な動きを身につける。

## 太刀打 tachiuchi
太刀打は、木刀や袋竹刀で稽古する。流派によって色々な呼び方がある。太刀打は、動く相手に対しての攻防の練習である。初心者の安全のため、タイミング、リズムなどを合わせる練習よりはじめる。中級、上級になれば、虚実、強弱、緩急など、剣の駆け引きを学ぶ。剣の理合いを理解し、互いに切磋琢磨して、自他共に力量が向上する事を目指す。太刀打ちは稽古相手が変われば、目新しい発見があり、厳しい中にも仲間と楽しく稽古できる利点がある。

## 試し斬り tameshigiri
試し斬りには、試刀と試斬がある。
試斬は剣の練習上で、刃筋、角度をはじめとする刀法十進法の確認、狙った所を斬っているかなど、自分の力量を知るためである。
藁、畳表、竹など使用する。
試刀は刀の強さ、切れ味を試すもので、古来より試刀家によって行われた。刀を試すには、色々な方法があるが、その一つには固物を斬って試す方法がある。固物の素材としては、木材、鉄などが使われる。特殊なものでは鎧兜「兜割」などが使われた。固物を斬る時は、刀が折れる危険があるので見世物にすべきではないと、真剣道開祖の試し斬りの教訓の一つにある。嘗て行われた兜割では、危険を伴うので、医者が臨席したとの記録も残っている。
武道家の行う試し斬りは、自分の力量を知るために必要とされる。真剣を使用するので、真剣の知識が必要である。歴史的、文化的価値のある刀は使用すべきでない。刀を使用する時、自身が怪我をしない。見ている人に怪我をさせない。周りにあるものを傷つけないなど、安全第一を考え、周りの状況の把握、刀の点検を怠らず、インストラクターの下で練習する。